# Nordaustlandet
Nordaustlandet (en español, Tierra del Nordeste) es una isla deshabitada del archipiélago de las islas Svalbard, que está localizada, como indica su nombre, al noreste de la isla principal de Spitsbergen. Ambas islas están separadas por el estrecho de Hinlopen. La isla está situada en uno de los límites entre el océano Ártico y el mar de Barents.
Administrativamente, pertenece a Svalbard, un territorio dependiente de Noruega.

## Geografía
La isla es la segunda isla por superficie del archipiélago, con 14.443 km². 
La mayor parte de Nordaustlandet se halla bajo grandes campos de hielo, siendo el principal Austfonna (el segundo mayor glaciar de Europa, con su parte sur llamada Sørfonna) y Vestfonna. El resto de la isla es tundra habitada por renos y morsas.